# Knud Bergslien
Knud Larsen Bergslien (Voss, Hordaland megye, 1827. május 15. – Christiania, 1908. november 27.) norvég arckép- és történelmi festő, a norvég nemzeti romantikus festészet képviselője.

## Élete
A művészetekben tehetséges parasztcsaládban született. 18 évesen katonának állt Bergenben, hogy biztosíthassa megélhetését. Szabadidejében sokat rajzolt, és csillagászatot valamint matematikát is tanult. Két év laktanyai szolgálat után leszerelt, és csak a művészettel foglalkozott. Hans Leganger Reuschnál tanult, és túlnyomórészt portrékat és csendéleteket festett. A bergeni polgárok anyagi támogatásával Antwerpenbe utazott 1849 nyarán, és Josephus Laurentius Dyckmans belga festő tanítványa lett a szépművészeti akadémián. 
1850–51-ben Párizsban tanult Charles Gleyre-nél. 1852–54-ben Bergenben tanított a rajz- és festőiskolában. 
1855-tól 14 évig Düsseldorfban élt, de közben néhány tanulmányutat is tett. 
Népi életképeket festett Adolph Tidemand nyomán. A düsseldorfi festők előszeretettel ábrázoltak néprajzi témákat. Bergslien a történelmi témák felé fordult, amikor egy mecénása Snorri Sturluson Heimskringláját ajándékozta neki, azzal az ajánlással, hogy norvég hősöket fessen. Ezeket a festményeket német és angol gyűjtők vásárolták meg.
1869-ben visszatért Christiániába, a Storting épületében kapott műtermet. 1873-ben öt dekoratív képet festett a trondheimi királyi rezidenciának II. Oszkár svéd király koronázása tiszteletére. 
Amikor Johan Fredrik Eckersberg, a festőiskola alapítója meghalt 1870-ben, Bergslien és Morten Müller vezette tovább az intézményt. Müller távozása után Bergslienről nevezték el az iskolát. Itt tanult többek között Eilif Peterssen, Christian Skredsvig, Gerhard Munthe, Edvard Munch, Harriet Backer, Kalle Løchen, Torstein Torsteinson, Halfdan Egedius, Thorvald Erichsen. 

## Galéria

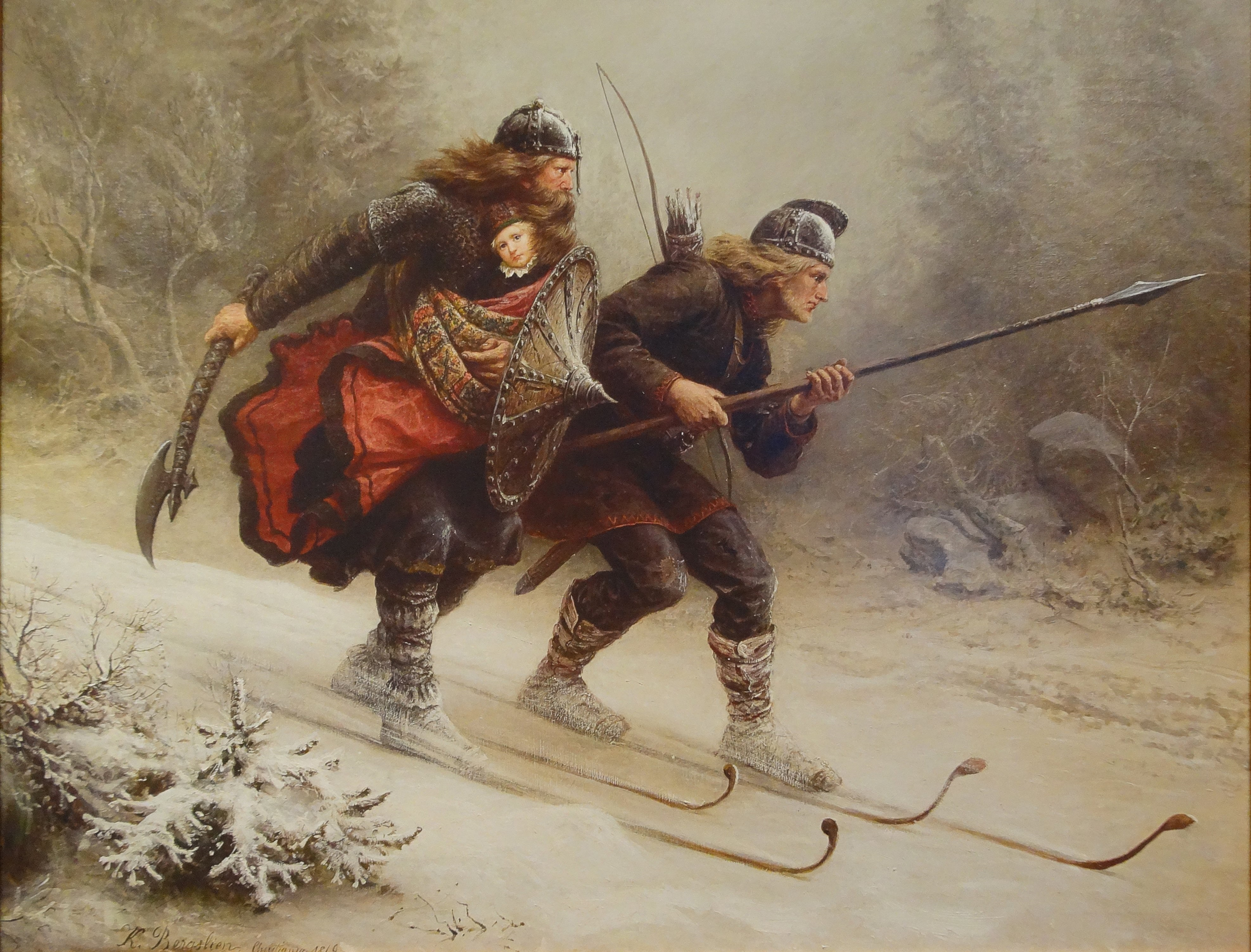
A „nyírfalábúak” megmentik a csecsemő Håkon Håkonsson koronaherceget
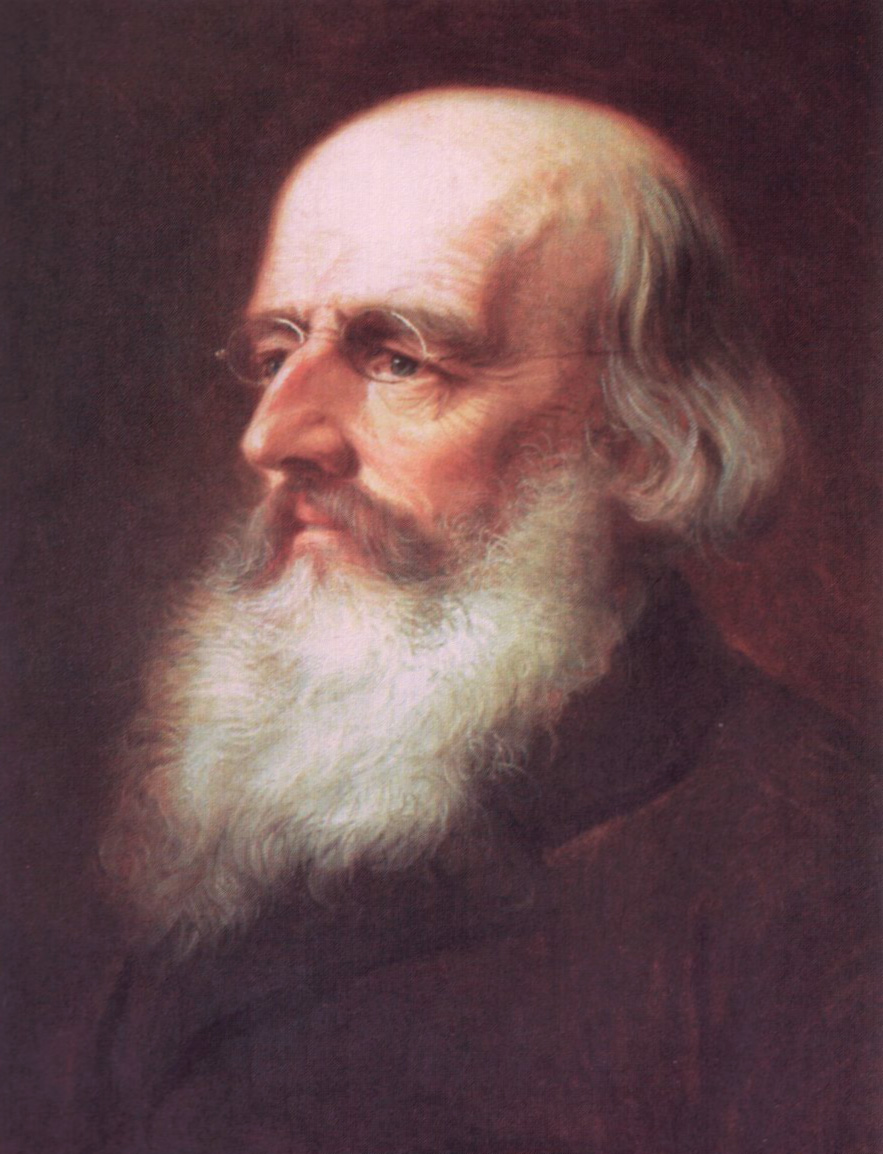
Konrad von Maurer
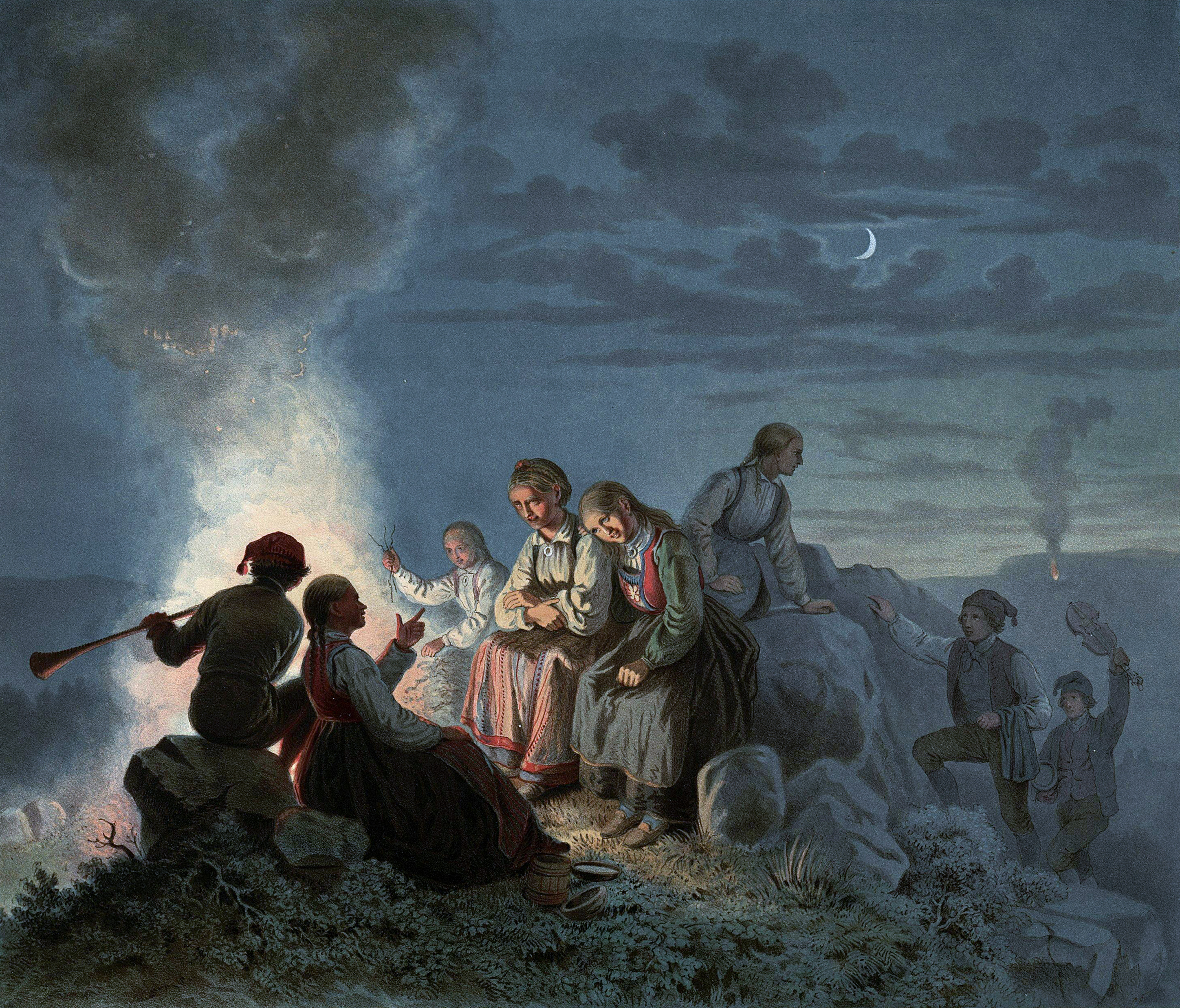
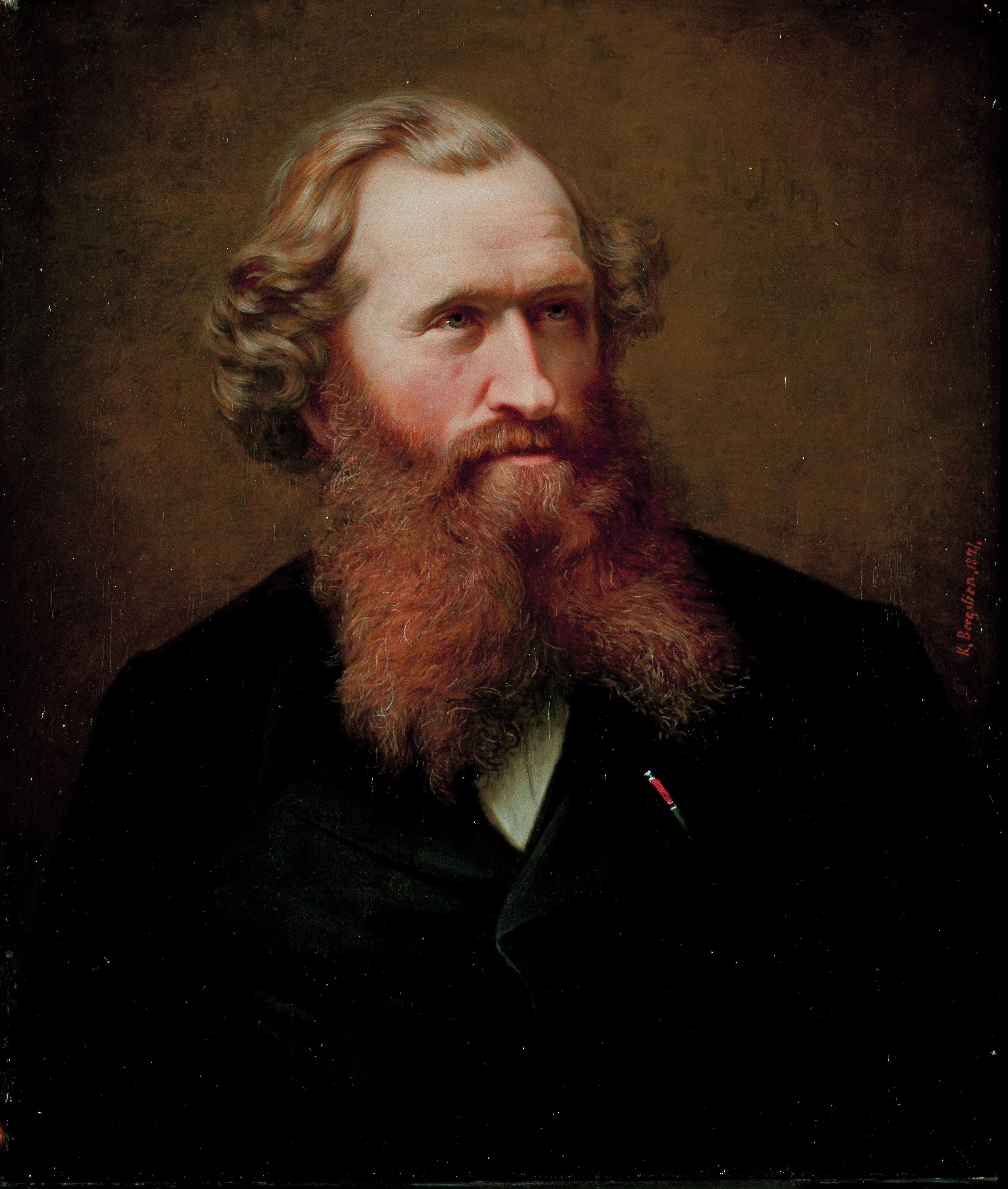
Johan Fredrik Eckersberg
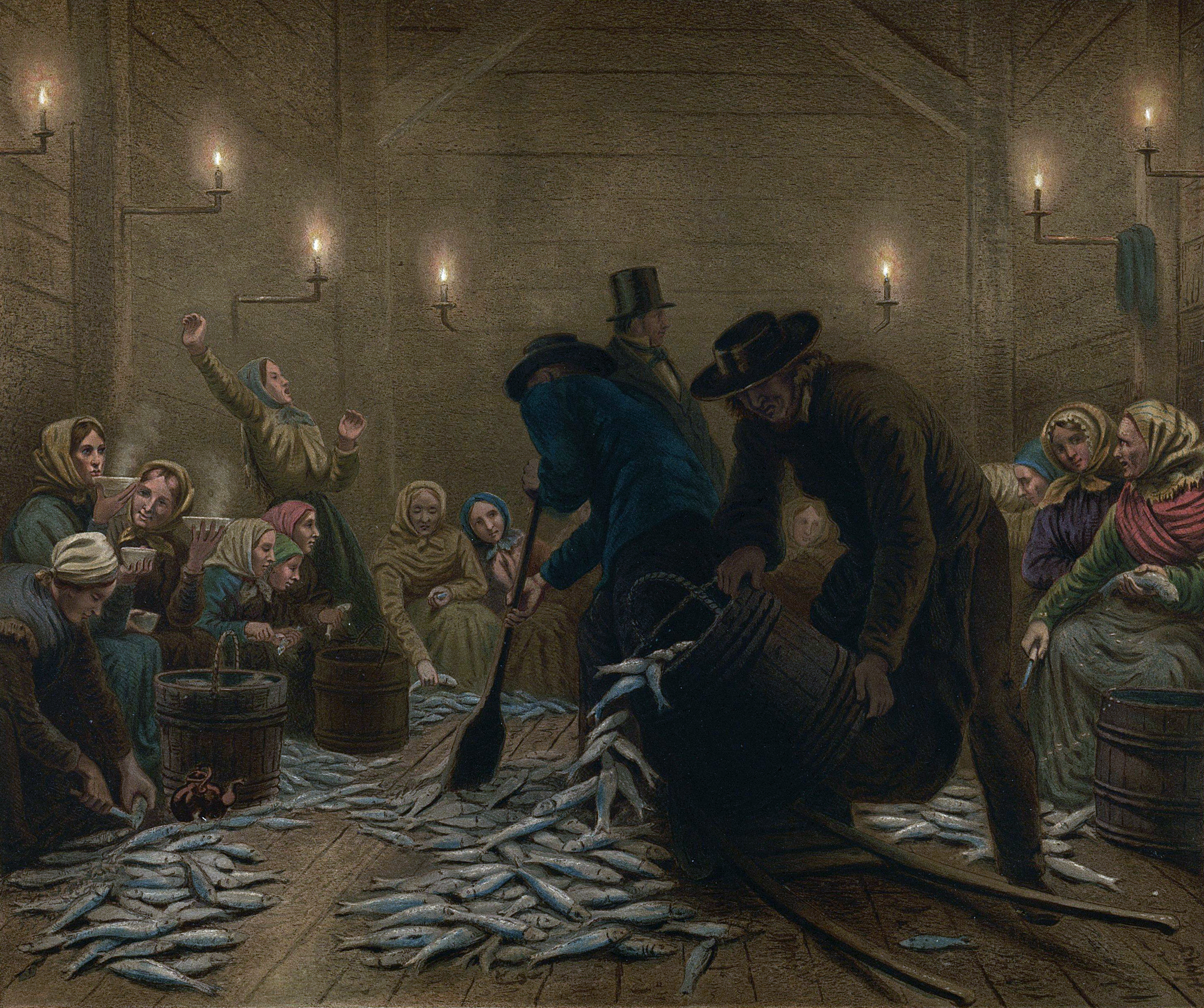
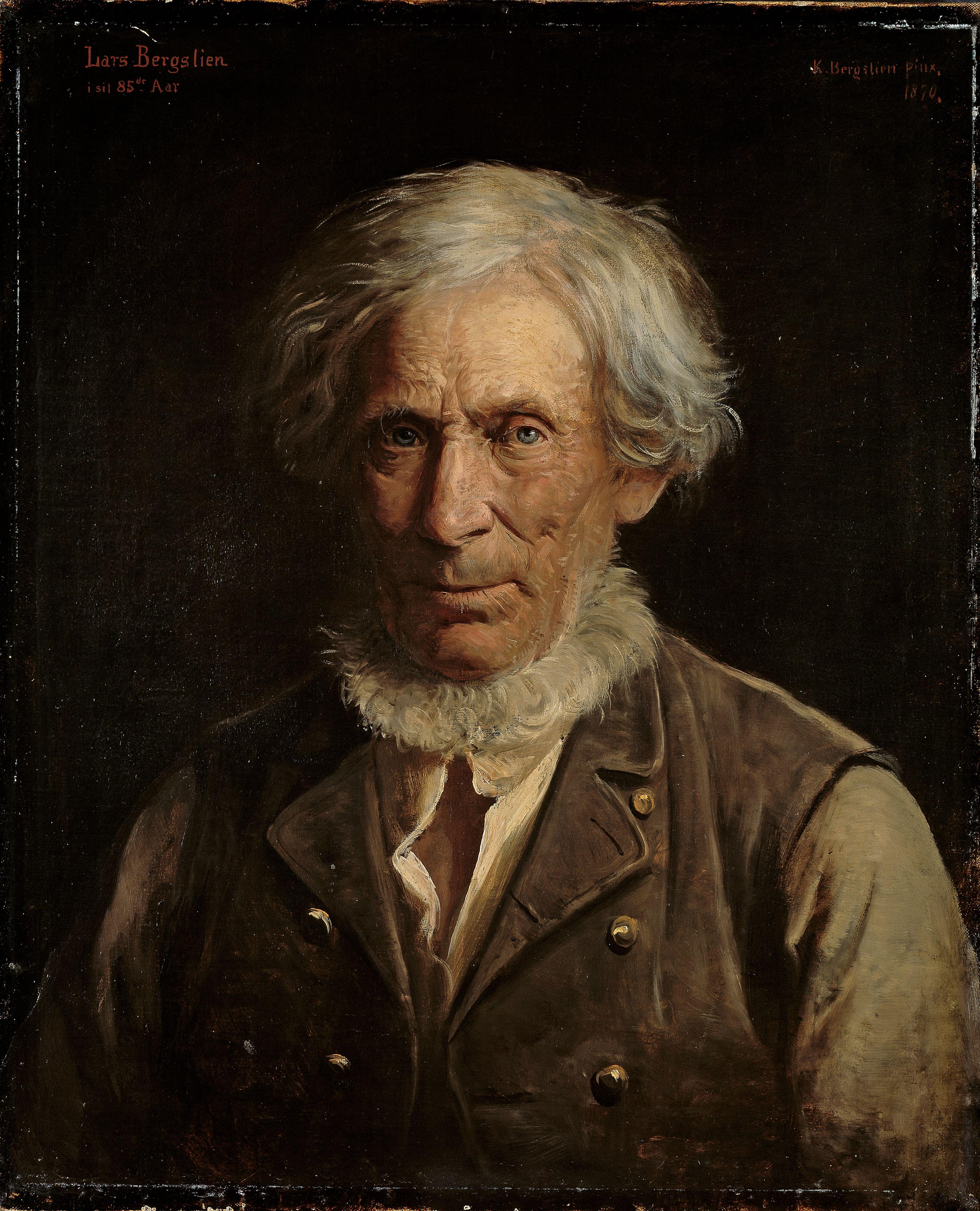
Bergslien apja, Lars